# Liste der Kantonsstrassen im Kanton St. Gallen
Die Liste der Kantonsstrassen im Kanton St. Gallen basiert auf dem veröffentlichten Verzeichnis der Kantonsstrassen des Tiefbauamts des Kantons St. Gallen, welche vom Stand Oktober 2017 ist. Gemäss dem Verzeichnis beträgt die Länge aller Kantonsstrassen 659,118 Kilometer. Im Juni 2014 waren es 676,427 Kilometer.

## Kantonsstrassennetz
(Stand: Oktober 2017)
| Nummer      | Verlauf | Länge [km] |
| ----------- | --- | ---------- |
| 1           | 3 5 St. Gallen (Brühltor – Rorschacherstrasse) – Rorschach – St. Margrethen – Altstätten – Buchs – Sargans (Schwefelbadplatz) 7 73 ↔ 116 Sargans (Grossfeldstrasse) – Bad Ragaz – Graubünden (Landquart) | 92,938     |
| 2           | 3 St. Gallen (Platztor – Unterer Graben – Rosenbergstrasse – Anschluss Kreuzbleiche – Zürcherstrasse) – Gossau – Oberbüren (Neudorf) 38 ↔ 38 Oberbüren (Kirche) – Zuzwil – Wil – Thurgau (Münchwilen) | 28,762     |
| 3           | 1 5 St. Gallen (Brühltor – Platztor – St. Jakobstrasse – Langgasse) – Wittenbach – Lömmenschwil (Blumenau) | 10,130     |
| 4           | 2 St. Gallen (Anschluss Kreuzbleiche – St. Leonhardstrasse – Geltenwilenstrasse – Oberstrasse – Teufenerstrasse) – Riethüsli – Appenzell Ausserrhoden (Teufen) | 2,239      |
| 5           | 1 3 St. Gallen (Brühltor – Burggraben – Linsebühlstrasse – Speicherstrasse) – Notkersegg – Appenzell Ausserrhoden (Speicher) | 5,003      |
| 6           | 1 St. Gallen (Zil – Anschluss Neudorf – Martinsbruggstrasse) – Eggersriet – Appenzell Ausserrhoden (Grub) | 8,265      |
| 7           | 1 Sargans (Schwefelbadplatz) – Flums – Walenstadt – Murg – Glarus (Mühlehorn) | 22,177     |
| 8           | 2 Gossau (Gröbliplatz) – Flawil – Oberuzwil – Wil (Toggenburgerstrasse) 13 | 17,168     |
| 9           | (Herisau) Appenzell Ausserrhoden – Gossau (Ochsenplatz) 2 ↔ 2 Gossau (Gröbliplatz) – Arnegg – Thurgau (Hauptwil) | 9,463      |
| 10          | 8 54 Flawil (Kreisel Scheidweg) – Lütisburg 13 | 9,650      |
| 11          | (Waldstatt) Appenzell Ausserrhoden – Wald – St. Peterzell – Wasserfluh – Lichtensteig – Wattwil (Bunt) 13 | 15,349     |
| 12          | 13 Bütschwil – Mosnang – Hulftegg – Zürich (Steg im Tösstal) | 13,896     |
| 13          | 2 Wil (Rudenzburgplatz – Toggenburgerstrasse) – Thurgau (Rickenbach) ↔ (Rickenbach) Thurgau – Bazenheid (Stelz – Autostrasse Bazenheid) – Bütschwil – Lichtensteig (Autostrasse) – Wattwil (Anschluss Lichtensteig-Wattwil – Bunt – Dorf) – Ebnat-Kappel (Autostrasse) – Neu St. Johann – Wildhaus – Gams – Haag – Liechtenstein (Bendern) | 61,872     |
| 13.4        | 13 Wattwil (Autostrasse: Anschluss Flooz – Anschluss Brendi) 14 | 2,654      |
| 14          | 120 Wattwil (Bahnhofplatz) – Ricken – Gommiswald – Uznach (Rössliplatz) 17 | 14,199     |
| 15          | 14 Ricken – Anschluss Neuhaus ↔ Eschenbach (Sternenplatz) – Jona (St. Dionys) 17 | 14,211     |
| 16          | 14 Gommiswald (Kirche) – Kaltbrunn 17 | 2,381      |
| 17          | Amden (Vorderdorf) – Weesen – Kaltbrunn – Schmerikon – Rapperswil (Cityplatz – Stadthofplatz – Kempraten) – Zürich (Stäfa) | 39,451     |
| 18          | 17 Uznach (Ochsenplatz) – Schwyz (Tuggen) | 1,330      |
| 19          | 15 Neuhaus (Rickenstrasse) – Bürg – Zürich (Wald ZH) | 3,490      |
| 20          | 15 Eschenbach (Sternenplatz) – Ermenswil – Zürich (Rüti ZH) | 4,399      |
| 21          | 17 Rapperswil (Rössli Kempraten) – Anschluss Rapperswil – Zürich (Rüti ZH) | 2,344      |
| 22          | 1 Altstätten (Trogenerstrasse – Gerbergasse – Stossstrasse) – Appenzell Ausserrhoden (Gais) | 6,526      |
| 23          | 2 Wil (Schwanenplatz) – Bronschhofen – Thurgau (Bettwiesen) | 3,057      |
| 24          | 1 Rorschach (Bodanplatz) – Thurgau (Horn) ↔ (Horn) Thurgau – Steinach – Thurgau (Arbon) | 3,147      |
| 25          | 3 Häggenschwil (Blumenau) – Thurgau ↔ Thurgau – Muolen – Thurgau (Hagenwil bei Amriswil) | 5,188      |
| 26          | 8 Flawil – Degersheim – Mogelsberg – Aachsäge 30 | 13,312     |
| 27          | 26 Degersheim (Bleimoos) – Appenzell Ausserrhoden (Schachen) | 1,460      |
| 28          | (Lustenau) Österreich – Au – Berneck – Appenzell Innerrhoden (Oberegg AI, Sonderegg – Reute AR) | 4,789      |
| 29          | 1 Rheineck – Appenzell Ausserrhoden (Lutzenberg) | 1,041      |
| 30          | 13 Bütschwil – Ganterschwil – Necker – Brunnadern 11 | 10,620     |
| 31          | 3 Wittenbach – Berg – Thurgau (Freidorf) | 2,617      |
| 32          | 13 Wil (Rainstrasse) 125 | 0,267      |
| 33          | 2 Wil (Rudenzburgplatz – Toggenburgerstrasse – Tonhallestrasse – Konstanzerstrasse) – Rossrüti – Thurgau (Wuppenau) | 4,166      |
| 34          | 71 Buchs (Rondelle – Grünaustrasse) | 0,141      |
| 35          | 13 Gams – Grabs – Werdenberg 1 | 4,683      |
| 36          | 13 Wattwil – Hemberg (Dorfplatz) | 8,981      |
| 37          | 19 Bürg – Goldingen (Kirche) | 2,945      |
| 38          | 8 Oberuzwil (Bahnhofstrasse) – Niederuzwil – Oberbüren (Neudorf) 2 ↔ 2 Oberbüren (Kirche) – Niederbüren – Thurgau (Bischofszell) | 11,061     |
| 39          | 3 Wittenbach – Bernhardzell – Waldkirch – Arnegg 9 | 11,728     |
| 40          | 12 Mühlrüti – Thurgau (Fischingen) | 4,155      |
| 41          | 28 Berneck – Heerbrugg (Rheinhofkreuzung) 1 ↔ 1 Heerbrugg (Entenbad) – Widnau – Diepoldsau – Österreich (Hohenems) | 7,059      |
| 42          | 2 Laupen – Niederhelfenschwil (bis Einmündung Strasse aus Schweizersholz) | 6,108      |
| 44          | 2 St. Gallen (Geissbergstrasse) – Abtwil (Bildstrasse bis Einmündung Alleestrasse) | 1,395      |
| 45          | (Rickenbach) Thurgau – Kirchberg – Gähwil – Mühlrüti (Bennenmoos) 40 | 12,245     |
| 47          | 1 97 Goldach (Kronenkreisel) – Tübach – Obersteinach – Thurgau (Roggwil) | 4,239      |
| 50          | 17 Kaltbrunn – Benken – Giessen – Schwyz (Reichenburg) | 4,708      |
| 52          | 8 Oberuzwil (Bettenauerweiher) – Jonschwil (Dorfplatz) | 1,628      |
| 53          | 1 Trübbach – Liechtenstein (Balzers) | 0,438      |
| 54          | 8 10 Flawil (Kreisel Scheidweg) – Niederuzwil (Flawilerstrasse – Gupfenstrasse) – Oberbüren (Anschluss – Kreisel Sonnentalstrasse) 2 | 4,438      |
| 55          | 13 Neu St. Johann – Appenzell Ausserrhoden (Schwägalp) | 10,616     |
| 56          | 2 St. Gallen (Stahl – St. Josefenstrasse) – Spisegg – Engelburg (Kirchplatz) | 4,682      |
| 57          | 3 St. Gallen (Sonnenstrasse) 102 | 0,529      |
| 58          | 1 St. Gallen (St. Fiden – Anschluss St. Fiden Richtung Zürich – Splügenstrasse – Splügenplatz) 3 | 0,708      |
| 59          | 1 St. Gallen (Neudorf – Lukasstrasse – Heiligkreuzstrasse – Kolumbanstrasse – Heiligkreuz) 3 | 1,264      |
| 60          | 1 Mörschwil (Untere Waid – Kirchplatz) | 1,920      |
| 61          | 6 Untereggen (Martinsbrugg – Vorderhof) | 2,516      |
| 62          | (Landquart) Thurgau – Berg – Thurgau (Freidorf) | 2,072      |
| 63          | 1 Rorschacherberg (Neuseeland – Seebleichestrasse – Wilenstrasse – Thalerstrasse – Goldacherstrasse – Gemeindegrenze zu Goldach) 104 | 2,804      |
| 64          | 1 Rheineck (Poststrasse) – Thal (Dorfplatz) | 1,669      |
| 65          | 1 St. Margrethen (Rheinstrasse) – Österreich (Höchst) | 0,999      |
| 66          | 65 St. Margrethen (Zoll Höchst – Anschluss – Kreisel Baumgarten) 1 | 1,894      |
| 67          | 1 Altstätten – Eichberg (Post) | 4,389      |
| 68          | 111 Altstätten (Kreisel Entlastungsstrasse Süd) – Kriessern – Anschluss – Österreich (Mäder) | 4,156      |
| 69          | 1 Oberriet – Anschluss – Österreich (Meiningen) | 0,881      |
| 70          | 1 Salez (Forstegg) – Anschluss Sennwald – Liechtenstein (Ruggell) | 1,154      |
| 71          | 34 Buchs (Kreisel Mühleäuli – Rheinstrasse – Anschluss ) – Liechtenstein (Schaan) | 0,781      |
| 72          | 1 Sevelen – Anschluss – Liechtenstein (Vaduz) | 1,867      |
| 73          | 1 Sargans (Schwefelbadplatz) – Anschluss Sargans (Süd) – Mels (Dorfplatz) | 1,854      |
| 74          | 73 Anschluss Sargans (Süd) – Vilters (bis Dorfstrasse) | 2,581      |
| 75          | 1 Bad Ragaz (St. Leonhard) – Anschluss | 0,261      |
| 76          | 1 Bad Ragaz – Pfäfers (Dorfplatz) | 2,289      |
| 77          | 1 Bad Ragaz (Kreisel Golfplatz) – Graubünden (Maienfeld) | 0,521      |
| 78          | 7 Flums (Anschluss ) – Flumserberg (Tannenboden) | 10,797     |
| 79          | 7 Walenstadt (Bahnhofstrasse) | 0,305      |
| 81          | 17 Ziegelbrücke – Glarus (Niederurnen) | 0,026      |
| 82          | 17 Schänis – Glarus (Bilten) | 1,026      |
| 83          | 14 Gommiswald – Rieden (Dorfplatz) | 2,720      |
| 84          | 15 Gebertingen (Stäg) – Ernetschwil (Dorfplatz) | 2,282      |
| 85          | 17 Rapperswil (Cityplatz) – Seedamm – Schwyz (Pfäffikon) | 1,150      |
| 87          | 13 Wattwil (Bunt) – Lichtensteig (Bahnhof) – Krinau (Rössli) | 5,269      |
| 88          | 13 Dietfurt – Oberhelfenschwil (Adlerplatz) | 3,193      |
| 89          | 13 Ebnat-Kappel (Stegrüti – Bahnhofplatz) | 1,863      |
| 90          | 2 St. Gallen (Anschluss Winkeln) – Appenzell Ausserrhoden (Herisau) | 1,052      |
| 91          | 90 St. Gallen (Heinrichsbadstrasse) – Appenzell Ausserrhoden (Herisau) | 0,515      |
| 92          | 2 Gossau (Kreisel Mettendorf) – Andwil (Kirche) | 2,878      |
| 93          | 2 Zuzwil (Grünegg – Dorfmitte) | 0,793      |
| 94          | 2 Wil (Bild) – Thurgau (Sirnach) | 0,283      |
| 95          | 26 Mogelsberg (Aach – Ausserdorf) | 1,131      |
| 96          | 1 Rheineck (Gaissauerstrasse) – Österreich (Gaissau) | 0,174      |
| 98          | 11 Wald – Appenzell Ausserrhoden (Schönengrund) | 0,077      |
| 99          | 6 St. Gallen (Tablattstrasse – Rehetobelstrasse) – Appenzell Ausserrhoden (Speicherschwendi) | 3,145      |
| 102         | 57 St. Gallen (Steinachstrasse) 1 | 0,461      |
| 103         | 3 Häggenschwil (Schöntal – Dorfzentrum) | 0,790      |
| 104         | 1 Goldach (Bruggmühle – Gemeindegrenze zu Rorschacherberg) 63 | 3,694      |
| 105         | 1 97 Tübach (Waldegg – 47) – Thurgau (Horn) | 1,297      |
| 107         | 1 Staad – Buechen (Dorfzentrum) | 1,004      |
| 108         | 1 Altenrhein (Hundertwasserkreisel – Dorfstrasse bis Parkplatz Flugplatz Altenrhein) | 0,369      |
| 109         | 1 Au – Ostumfahrung Widnau parallel zur – 41 | 4,571      |
| 110         | 1 Balgach (Rietstrasse) – Anschluss Widnau 41 | 5,158      |
| 111         | 1 Altstätten (Entlastungsstrasse Süd) 68 | 1,300      |
| 112         | 1 Oberriet – Montlingen – Österreich (Koblach) | 2,764      |
| 113         | 1 Sennwald – Frümsen – Sax – Gams 13 35 | 7,935      |
| 114         | 1 Buchs (Nordumfahrung - Anschluss ) | 2,134      |
| 115         | 1 Trübbach – Azmoos | 0,950      |
| 116         | 1 Sargans (Grossfeldstrasse) 73 | 0,596      |
| 117         | 74 Wangs (Wangser Bahnhofstrasse – Dorfzentrum, Melserstrasse) | 0,766      |
| 118         | 13 Bazenheid (Anschluss Autostrasse – Kreisel Ifang) | 1,043      |
| 119         | 2 Zuzwil – Henau (Dorfzentrum) | 2,124      |
| 120         | 13 Wattwil (Ebnater Strasse – Thurbrücke – Bahnhofstrasse) 14 | 0,572      |
| 121         | Autostrasse: 13 Bütschwil – Umfahrung Bütschwil – Dietfurt 13 | 3,765      |
| 123         | 76 Bad Ragaz/Pfäfers (Valur) – Valens (Suldis) | 1,887      |
| 125         | 2 Wil – Anschluss Wil – Thurgau (Rickenbach) | 1,195      |
| 126         | 125 Wil 8 | 0,067      |
| 128         | 24 Steinach – Thurgau (Arbon) | 0,077      |
| Gesamtlänge | Gesamtlänge | 659,118    |

## Kantonsstrassen projektiert oder im Bau
| Nummer | Verlauf | Länge [km] |
| ------ | --- | ---------- |
| 122    | Autostrasse: 13.4 Wattwil (Anschluss Brendi – Umfahrung Wattwil) – Ebnat-Kappel (Anschluss Stegrüti) 13 89 | 3,36       |